# Invitalia
 (juin 2024).
La mise en forme du texte ne suit pas les recommandations de Wikipédia : il faut le « wikifier ».
Les points d'amélioration suivants sont les cas les plus fréquents. Le détail des points à revoir est peut-être précisé sur la page de discussion.
- Les titres sont pré-formatés par le logiciel. Ils ne sont ni en capitales, ni en gras.
- Le texte ne doit pas être écrit en capitales (les noms de famille non plus), ni en gras, ni en italique, ni en « petit »…
- Le gras n'est utilisé que pour surligner le titre de l'article dans l'introduction, une seule fois.
- L'italique est rarement utilisé : mots en langue étrangère, titres d'œuvres, noms de bateaux, etc.
- Les citations ne sont pas en italique mais en corps de texte normal. Elles sont entourées par des guillemets français : « et ».
- Les listes à puces sont à éviter, des paragraphes rédigés étant largement préférés. Les tableaux sont à réserver à la présentation de données structurées (résultats, etc.).
- Les appels de note de bas de page (petits chiffres en exposant, introduits par l'outil «  Source ») sont à placer entre la fin de phrase et le point final[comme ça].
- Les liens internes (vers d'autres articles de Wikipédia) sont à choisir avec parcimonie. Créez des liens vers des articles approfondissant le sujet. Les termes génériques sans rapport avec le sujet sont à éviter, ainsi que les répétitions de liens vers un même terme.
- Les liens externes sont à placer uniquement dans une section « Liens externes », à la fin de l'article. Ces liens sont à choisir avec parcimonie suivant les règles définies. Si un lien sert de source à l'article, son insertion dans le texte est à faire par les notes de bas de page.
- La présentation des références doit suivre les conventions bibliographiques. Il est recommandé d'utiliser les modèles {{Ouvrage}}, {{Chapitre}}, {{Article}}, {{Lien web}} et/ou {{Bibliographie}}. Le mode d'édition visuel peut mettre en forme automatiquement les références.
- Insérer une infobox (cadre d'informations à droite) n'est pas obligatoire pour parachever la mise en page.

Pour une aide détaillée, merci de consulter Aide:Wikification.
Si vous pensez que ces points ont été résolus, vous pouvez retirer ce bandeau et améliorer la mise en forme d'un autre article.
INVITALIA - Agenzia Nazionale per l'Attrazione degli Investimenti e lo Sviluppo d'Impresa S.p.A. (Agence Nationale pour l'Attraction des Investissements et le Développement des Entreprises S.p.A.), est un établissement gouvernemental italien créé le 26 janvier 1999 sous forme de société anonyme par actions, comme le veut la loi italienne, entièrement détenue par le Ministère italien de l'Économie et des Finances. La société est assimilable à un fonds stratégique national d'investissements.
La société est une personne morale de droit public ayant pour but l'investissement dans des entreprises pour assurer la croissance économique du pays dans des secteurs stratégiques pour le développement et l'emploi. Elle s'engage également dans la relance des zones en crise, avec une référence particulière au Sud. INVITALIA SpA gère les incitations nationales pour encourager la création de nouvelles entreprises et start-up innovantes, dans le cadre des règles européennes sur la concurrence. Elle offre ses services à l'Administration Publique pour gérer la distribution des fonds communautaires et nationaux pour l'industrie, la recherche et la valorisation du patrimoine culturel.
L'État italien a été conforté dans sa décision de créer INVITALIA SpA en janvier 1999, par la création, à son image, du Plan Juncker, en septembre 2015. La société fait aussi office de centrale d'achat et assure la maîtrise d'ouvrage des interventions stratégiques dans le territoire italien.
Elle dispose de trois centres principaux :
- Rome, Via Calabria 46, siège social,
- Via Pietro Boccanelli 12 - 30, siège opérationnel,
- Viale Europa 172 au Ministère italien du Développement Économique.

Le groupe INVITALIA SpA possède des bureaux répartis sur le territoire italien : Rieti, Foligno, Teramo, Ascoli Piceno, Serrapetrona, Macerata, Ancône, Bologne, Naples-Bagnoli, Cagliari et Iglesias.

## Histoire

Logo Sviluppo Italia (1999 - 2008)

À la suite du décret du 9 janvier 1999, la société Sviluppo Italia S.p.A. a été créée le 26 janvier 1999 puis, renommée INVITALIA S.p.A. en 2008.
La société anonyme « Sviluppo Italia S.p.A. », émanation directe du Ministère italien de l'Économie et des Finances, a pour mission d'exercer les fonctions de coordination, de réorganisation, de direction et de contrôle des activités visant à promouvoir le développement industriel et l'emploi dans les régions défavorisées du pays, et de favoriser les investissements italiens et étrangers.
Par directive du Président du Conseil des Ministres du 26 janvier 1999, le capital social initial a été fixé à 35 milliards de £ires. Cette somme a été entièrement versée à la société « Sviluppo Italia S.p.A. » en tant que participation du Ministère de l'Économie et des Finances.
La société Sviluppo Italia SpA a été chargée d'assurer la réorganisation et la fusion des activités et des structures des sociétés SPI, ITAINVEST, IG-Società per l’imprenditoria giovanile, INSUD, RIBS, ENI-Sud, Finagra et la participation dans l'association IPI, participations détenues par l'État ou par des sociétés contrôlées.
Le décret N° 1/1999 prévoyait aussi que Sviluppo Italia SpA réorganiserait et fusionnerait ces sociétés et les regrouperait dans deux nouvelles sociétés opérationnelles spécialisées dans les services de développement et les services financiers. Ces deux sociétés ont été créées en juin 1999, l'une pour les services de développement : Progetto Italia SpA et l'autre pour les services financiers Investire Italia SpA, opérant dans le cadre d'un accord avec les sociétés contrôlées par Sviluppo Italia SpA.
À la suite du décret N° 3/2000, qui prévoyait la possibilité pour Sviluppo Italia SpA d'opérer à travers ses propres succursales, le conseil d'administration a décidé, en janvier 2000, de procéder à l'intégration des sociétés SPI, ITAINVEST, IG, INSUD, RIBS et Finagra, ainsi que de Progetto Italia et Investire Italia. La fusion s'est achevée en juin 2000.
À la suite de cette fusion, Sviluppo Italia SpA a repris la gestion de toutes les interventions qui relevaient auparavant des différentes sociétés fusionnées :
- l'entrepreneuriat des jeunes et le prêt d'honneur (désormais défini comme « travail indépendant et auto-entrepreneuriat ») d'IG-Imprenditoria Giovanile,
- l'industrie sidérurgique (loi 181/1989) et la promotion et le développement des activités entrepreneuriales de SPI,
- le secteur touristique d'INSUD,
- les activités financières d'ITAINVEST,
- les interventions dans le secteur agroalimentaire par RIBS et Finagra.

Après l'incorporation des entreprises fusionnées, le capital social de la société s'élevait à 1,126 milliards €uros.
Les missions assignées à la société de Développement sont :
- promotion des activités productives et attraction des investissements,
- promotion des initiatives d'emploi et du nouvel entrepreneuriat,
- soutien aux administrations publiques centrales et locales pour la planification financière et la planification du développement,
- conseil en matière de gestion d'incitations nationales et communautaires, avec une référence particulière au Sud et à d'autres zones défavorisées.

D'autres missions ont été confiées à Sviluppo Italia SpA par des dispositions législatives :
- l'art. 73 de la Loi de finance 2003 (loi N° 289/2002) par extension de la loi 181/1989, auparavant applicable uniquement aux zones de crise sidérurgique, également aux zones touchées par les crises du secteur industriel, attribuant à Sviluppo Italia SpA la gestion des aides financières. La mesure a en effet été étendue aux territoires des provinces de Caserte, L'Aquila, Nuoro, Caltanissetta, Latina, Palerme (Résolution du CIPE N° 130/2003), à la zone dite Fiat-Alfa Romeo (municipalités d'Arese, Rhò, Garbagnate Milanese et Lainate), à la commune de Marcianise (Caserte) et au district de Brindisi (art. 1, § 265-268, de la Loi de finance 2005), aux entreprises opérant dans les zones de crise du secteur de l'électroménager (art. 11, § 8, DL n° 35/2005), aux zones à haute spécialisation sectorielle dans le secteur « Textile - Habillement - Chaussures » de la région des Pouilles dans les communes incluses dans les projets territoriaux intégrés du PIT 2 - zone Nord Bari, PIT n. 4 zone Murgia et PIT n. 9 territoire Salento-Leccese (art. 37 du Décret n° 273/2005),
- l'art. 4, § 106 à 111, de la Loi de Finance 2004 (Loi N° 350/2003) prévoyait la création d'un fonds national renouvelable pour les interventions en capital-risque, géré par Sviluppo Italia SpA. La mise en oeuvre de ce fonds a été retardé de plusieurs années par l'attente de sa validation par la Commission Européenne,
- l'art. 1, § 215-218 & 221 de la Loi de Finance 2005 (Loi N° 311/2004) autorise Sviluppo Italia SpA à accorder des avantages aux entreprises, afin de renforcer l'attrait des investissements dans les zones sous-utilisées. La mise en oeuvre de ce fonds a été retardé de plusieurs années par l'attente de sa validation par la Commission Européenne,
- l'art. 11, § 3 à 6 du Décret n° 35/2005 a créé le Fonds pour le financement des interventions autorisées par l'Union Européenne sur les aides d'État au sauvetage et à la restructuration des entreprises en difficulté, confiant à Sviluppo Italia SpA la tâche de gérer la phase d'évaluation et de mise en œuvre des interventions validées.
- l'art 3 de la Loi N° 56 de 2005 prévoit la mise en place de structures – guichets uniques à l'étranger – pour soutenir l'internationalisation du système de production et l'attraction des investissements étrangers. Sviluppo Italia SpA fait partie des organisations qui participent à ces structures.

Par sa résolution N° 62 du 2 août 2002, le CIPE a financé la définition, par Sviluppo Italia SpA, d'un programme-cadre pour un montant de 73 millions d'euros. Grâce à ce programme-cadre 2002-2004, présenté le 12 décembre 2002 et approuvé le 19 décembre 2002, le CIPE entendait promouvoir, sur la base des orientations contenues dans la DPEF 2003-2006, la création de trois programmes opérationnels concernant :
- l'activité de conseil et d'appui technique aux administrations centrales, aux régions et aux provinces autonomes dans la phase de mise en œuvre des études de faisabilité,
- l'appui aux régions et aux provinces pour améliorer la capacité et la qualité de la commande publique,
- la préparation et le lancement d'un programme de marketing pluriannuel visant à attirer les investissements dans les zones sous-utilisées du pays. Parmi les outils pour la mise en œuvre de ce programme opérationnel on trouve le "contrat de localisation" qui représente un nouveau type de négociation programmée entre le MEF, le MAP, les Régions, l'entreprise et Sviluppo Italia SpA, visant à garantir aux entreprises la certitude des coûts et des délais.

17 agences sont opérationnelles, une dans chaque région du Sud Abruzzes, Molise, Campanie, Pouilles, Basilicate, Calabre, Sicile et Sardaigne et neuf dans le Centre-Nord Ombrie, Toscane, Ligurie, Vénétie, Frioul-Vénétie Julienne, Lombardie, Marches, Piémont & Emilie-Romagne.
Il existe également des « incubateurs d'entreprises », des structures opérationnelles visant à encourager le décollage d'initiatives entrepreneuriales locales, qui fournissent des locaux et des structures logistiques partagées, ainsi que des services de conseil, de formation et de financement dédiés. 24 incubateurs sont opérationnels, 10 sont en construction et 7 sont en projet.
Conformément à l'art. 4, § 1, Décret N° 1 de 1999, le Gouvernement présente chaque année au Parlement le "Rapport sur la structure organisationnelle et les activités réalisées par la société Sviluppo Italia SpA" (Doc. CLXII).

### Filiales et sociétés aidées
Depuis avril 2006, Sviluppo Italia SpA détient un portefeuille de participations composé de 177 sociétés, en partie héritées des sociétés fusionnées ou en partie acquises. Outre les sociétés régionales, le groupe comprend 12 filiales :
- Italia Turismo SpA - promotion du tourisme pour le développement des zones sous-utilisées,
- Investire Partecipazioni SpA - gestion d'un portefeuille d'investissements situé principalement dans les zones de l'objectif 2,
- Sviluppo Italia Aree Protticive SpA - spécialiste du marché national de la récupération, de la valorisation et de la réutilisation ultérieure de zones industrielles abandonnées ou en cours de déclassement, même polluées,
- Italia Navigando SpA - création d'un réseau de ports touristiques dotés d'infrastructures et de services spécialisés pour la navigation de plaisance,
- RAM - Rete Autostrade Mediterranee SpA (it) - entreprise qui, sur la base d'une convention avec le Ministère italien des Infrastructures et des Transports, dirige la société italienne des Autoroutes de la Mer,
- Infratel Italia SpA (it) – Infrastructures et Télécommunications pour l'Italie, société créée dans le but de promouvoir le développement des infrastructures à large bande sur le territoire national italien et de réduire la fracture numérique,
- Innovazione Italia SpA - entreprise créée en partenariat avec le Département italien de l'Innovation et des Technologies, pour mettre en œuvre les programmes gouvernementaux relatifs au développement de la société de l'information et au plan d'e-govemment,
- Sviluppo Italia Engineering - société d'ingénierie engagée dans la conception et la réalisation de grands projets d'infrastructures et de bâtiments à l'échelle nationale, principalement pour les administrations et organismes publics,
- Garanzia Italia Confidi - consortium de garantie de crédit (Confidi) promu par Sviluppo Italia SpA pour apporter une réponse concrète aux besoins financiers des PME italiennes à travers l'octroi de garanties sur les prêts accordés par les banques aux entreprises membres,
- Italia Evolution SpA - entreprise dont le but est de promouvoir le système italien à travers la valorisation, au niveau national et international, du secteur économique, productif, culturel et sportif italien,
- Sviluppo Italia Factor SpA - société d'affacturage,
- Strategia Italia SGR SpA - société de gestion d'actifs et de conseil auprès des fonds de capital-investissement pour contribuer au développement des PME.

## De Sviluppo Italia à INVITALIA
En 2008, le groupe Sviluppo Italia S.p.A. est renommé INVITALIA S.p.A. après un plan de réorganisation avec des cessions d'entreprises et la relance des activités. Une disposition spécifique de la Loi italienne des Finances 2007 a permis la réduction du nombre des sociétés contrôlées et des dépenses affectées au conseil externe. INVITALIA SpA opère surtout dans les régions du Sud de l'Italie avec pour mission de se concentrer sur les secteurs stratégiques pour le développement et l'emploi. Elle est gestionnaire de toutes les aides publiques destinées à la création de nouvelles entreprises et start-up innovantes. Elle ne soutient pas seulement les grands projets, l’Agence de Développement finance également les petits projets, notamment dans les secteurs innovants.
Ses missions principales sont :
- financer les projets à forte valeur ajoutée,
- offrir des services à l'Administration Publique pour accélérer la  dépense des fonds communautaires et nationaux et pour la valorisation du patrimoine culturel.

Depuis 2008 et jusqu'au 31 janvier 2024, INVITALIA SpA a financé 1 549 start-up innovantes, 20 872 PMI, signé 434 contrats de développement et participé à la création d'environ 139 084 nouvelles entreprises indépendantes. Le montant global C'est est également l'autorité centrale des achats et des marchés pour la mise en œuvre des projets et interventions stratégiques.

## Bilan
Depuis sa création, INVITALIA SpA a apporté 17,7 milliards €uros de financements à 21 306 entreprises italiennes qui représentaient 590 579 emplois directs.
INVITALIA participe à l'effort du gouvernement italien pour mettre en oeuvre le Plan National de Relance et de Résilience (PNRR) (it), décidé en 2021 après la pandémie de Covid-19, qui concerne 6 secteurs du développement durable :
- numérisation, innovation, compétitivité, culture & tourisme (21,04%)
- révolution verte & transition écologique (31,05%)
- infrastructures pour une mobilité durable (13,26%)
- instruction & recherche (16,13%)
- inclusion & cohésion (10,37%)
- santé (8,16%)

Liste des projets financés :

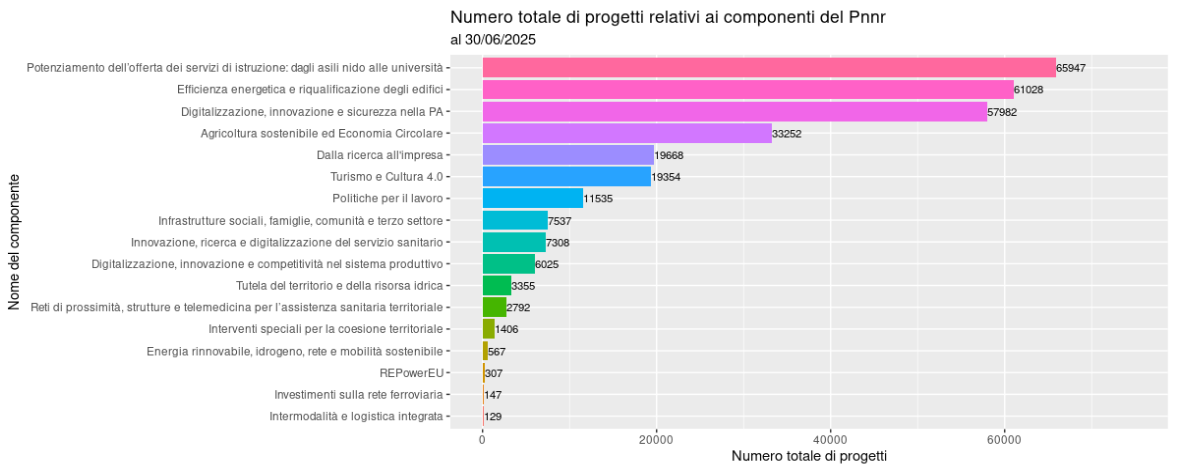

Le premier plan mis en oeuvre en Italie dès 1993 pour le développement durable, comprend les mesures fixées dans l'Agenda 21, adopté par 182 chefs d'État lors du sommet de la Terre à Rio de Janeiro en juin 1992. Il concerne les collectivités territoriales : régions, départements, communes, plan qui, malheureusement, n'a été suivi que par très peu de pays dans le monde.
Entre janvier 2013 et septembre 2014, avec des contrats de développement, la société a contribué à l'implantation sur le territoire italien de plusieurs sociétés multinationales comme Rolls-Royce, Unilever, Vodafone, Enterra, Sasol et Bridgestone, qui ont investi directement plus de 250 millions d'euros qui s'ajoutent aux 166 millions alloués par INVITALIA SpA.
Depuis 2014, elle s'implique également dans la construction et la relance de zones industrielles en crise, parfois par le biais de rachats ou d'acquisitions d'entreprises en difficulté.

### Composition du groupe INVITALIA S.p.A.
Le groupe INVITALIA SpA se compose de 5 sociétés filiales :
- Infratel Italia SpA (it) – Société dépendant du Ministère italien du Développement Économique, chargée de la mise en œuvre des plans gouvernementaux internet haut débit (G5) et ultra haut débit (G6).
Son objectif est de réduire la fracture numérique dans les quelques zones non encore câblées par la fibre pour accéder à l'internet rapide. L’accès aux services à large bande et à très haut débit étant essentiel au développement et à la compétitivité d’un système économique moderne, fondé sur la connaissance et sur l’échange rapide et efficace de données et d’informations.
- Italia Turismo S.p.A. - société responsable du développement et du réaménagement des structures d'hébergement touristique dans les régions du sud de l'Italie. Elle développe le potentiel touristique principalement en Basilicate, Calabre, Pouilles, Sardaigne et Sicile[9],
- Invitalia Partecipazioni S.p.A. - société de gestion des investissements du groupe INVITALIA SpA. Sa mission est de gérer les entreprises dans lesquelles INVITALIA a investi des capitaux puis, de céder les participations dans les sociétés dont l'activité est jugée non stratégique, selon les décisions du Ministère du Développement Économique, afin de conserver des ressources financières pour investir dans des secteurs clés.
Voir liste des sociétés et % de participation[10], (it) « Liste des sociétés avec participation d'Invitalia Partecipazioni SpA au 31 décembre 2022 ».
- Mediocredito Centrale / Banca del Mezzogiorno - banque pour le développement des synergies par des aides aux entreprises conformément à la promotion des politiques de croissance décidées par le gouvernement italien pour soutenir les investissements et le développement au Sud. Ses principaux objectifs sont :
  - faciliter l’accès au crédit pour les PME,
  - promouvoir les synergies entre les politiques de crédit et les initiatives de développement,
  - renforcer les interventions publiques dans les zones stratégiques ou touchées par une crise,
  - valoriser les atouts du tissu économique des régions du Sud.
- DRI d'Italia S.p.A. - start-up créée pour étudier la faisabilité d'usines de production de Direct Reduced Iron (DRI) (fer pré-réduit) et participer à leur construction et à leur gestion, en utilisant les fonds mis à disposition dans le Plan National de Relance et de Résilience (PNRR) pour la décarbonatation des secteurs difficiles[11].

### Les participations minoritaires
La liste exhaustive des participations est consultable sur (it) « INVITALIA SpA - Bilan consolidé année 2022 »
- Arrilirsa SpA (31,9%)
- Banca Popolare di Bari (97%)
- BTX Italian Retail and Brands Srl (48,7%)
- Canepa SpA (30%)
- CDP Venture Capital SGR SpA (30%)
- Ceramiche Dolomite SpA (46,7%)
- Soc. per Conegliano SpA (10%)
- Consorzio ex Cnow (52%)
- Corneliani SpA (48,2%)
- CTC - Concerie del Chienti Società Benefit SpA (49%)

- Finmek Solutions SpA (30%)
- Titagarh Firema SpA (30,30%)
- Frigomeccanica Srl (35%)
- Industria Italiana Autobus S.p.A. (42,8%)
- Istituto dell'Enciclopedia Italiana Giovanni Treccani SpA (7%)
- Acciaierie d'Italia Holding S.p.A. (ex Ilva SpA) (38% et 50% des droits de vote)
- Italian Cool Design Srl (35%)
- Lamezia Europa SCpA (20%)
- Lirsa Srl (31,9%)
- Niche Fusina Rolled Products Srl (49%)
- Peritas Srl (15,2%)
- Pernigotti SpA (25%)
- ReiThera Srl (27%)
- S.A.L.P. SpA (30,01%)
- Sicamb SpA (30,3%)
- Siculiana Navigando Srl (95%)
- Sider Alloys Italia S.p.A. (20,3%)
- SIE - Soc. Ittica Europea (15%)
- Sistema Walcon Srl (45%)
- Tekla Srl (28,3%)
- Tesi Srl (20%)
- TLS Srl (30%)
- Toscana Life Science Sviluppo Srl (30%)
- Wahoo SpA (18%)
- Walcor SpA (25%)